# Vargas Island
Vargas Island är en ö i Kanada.   Den ligger i Regional District of Alberni-Clayoquot och provinsen British Columbia, i den sydvästra delen av landet, 3 700 km väster om huvudstaden Ottawa. Arean är 31 kvadratkilometer.
Terrängen på Vargas Island är platt. Öns högsta punkt är 164 meter över havet. Den sträcker sig 7,8 kilometer i nord-sydlig riktning, och 7,9 kilometer i öst-västlig riktning.
I omgivningarna runt Vargas Island växer i huvudsak barrskog.